# 魯德卡 (切爾尼戈夫區)
51°34′24″N 31°8′15″E / 51.57333°N 31.13750°E

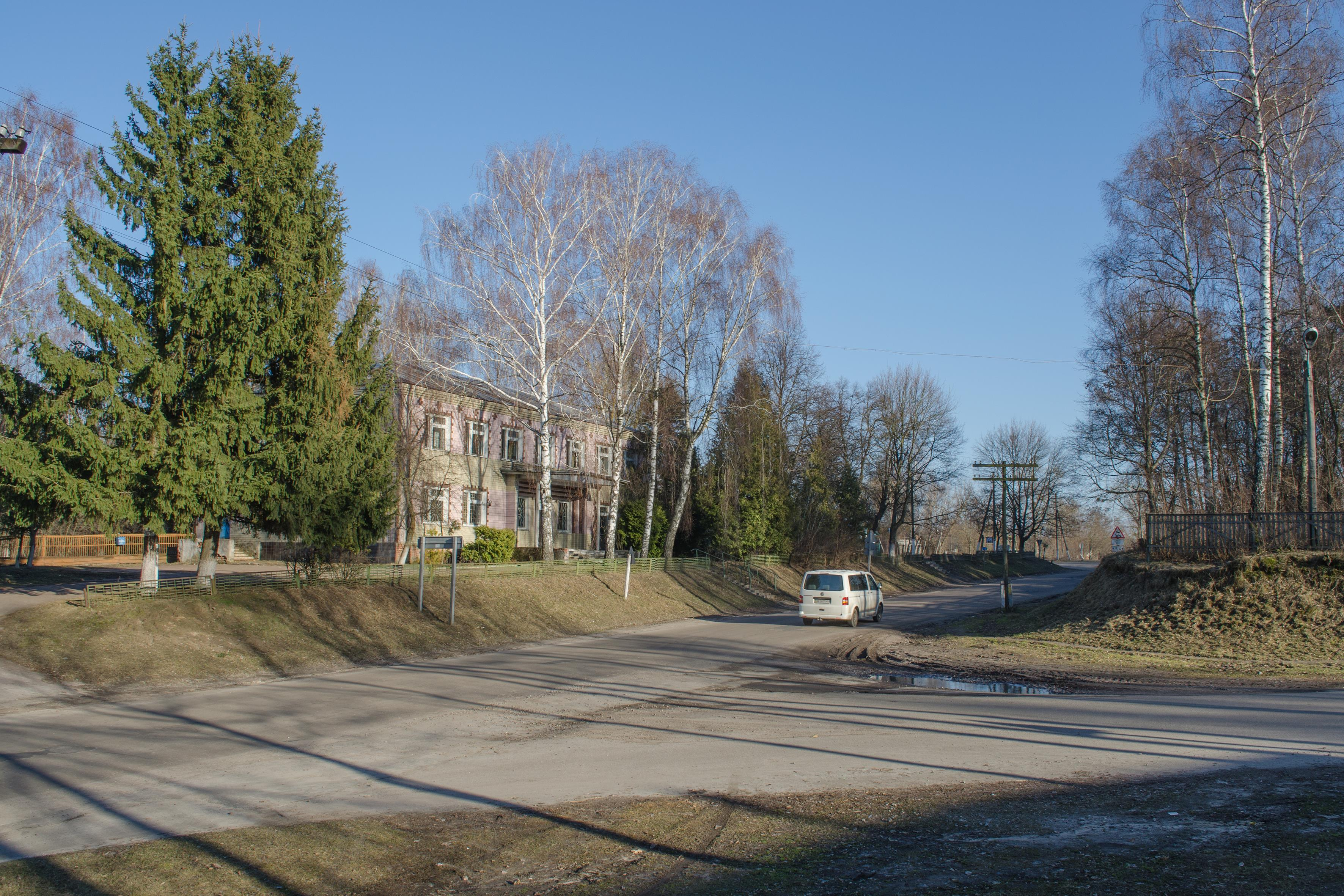

魯德卡（烏克蘭語：Рудка），是烏克蘭北部切爾尼希夫州切爾尼希夫區新比洛乌斯市镇的村落。始建於1496年，面積0.29平方公里，海拔高度128米，2001年人口777，人口密度每平方公里2,726.3人。